# Єнанзьке сільське поселення
Єна́нзьке сільське поселення (рос. Енангское сельское поселение) — сільське поселення у складі Кічменгсько-Городецького району Вологодської області Росії.
Адміністративний центр — село Нижній Єнангськ.

## Населення
Населення сільського поселення становить 1577 осіб (2019; 2335 у 2010, 3408 у 2002).

## Історія
Станом на 2002 рік існували Верхньоєнтальська сільська рада (села Верхня Єнтала, присілки Берег, Васино, Велика Княжа, Велике Пожарово, Волосна, Зарубин Починок, Єфимово, Кекур, Колотовщина, Крадихіно, Кузюг, Лешуковщина, Личне Раменьє, Мала Княжа, Мале Пожарово, Маслово, Мічино, Мокрушино, Надієвщина, Нова Шиловщина, Новоселово, Паново, Підволоч'є, Підлісово, Порядневщина, Семенцев Дор, Серебрянка, Сичиха, Скородум, Скорюково, Солоніхіно, Стара Шиловщина, Степуріно, Трубовщина, починки Личний, Новий, селища Карюг, Крадихіно, Устьє Харюзово), Нижньоєнангська сільська рада (села Верхній Єнангськ, Чуров Починок, Нижній Єнангськ, Підгородьє, Слободка, присілки Аксеновщина, Бакланіха, Васильєвська, Велике Лапино, Велике Сірино, Велике Скретнє Раменьє, Весела, Виползово, Заберезник, Забор'є, Засорино, Івакіно, Калініно, Кінець, Климовщина, Коряковщина, Красна Гора, Кузьминська, Лаврово, Леонтьєвщина, Лупачево, Мале Лапино, Мале Сірино, Мале Скретнє Раменьє, Митино, Мінин Дор, Некрасовщина, Окулово, Оленево, Олятово, Павликов Дор, Пахомово, Плесо, Прилуково, Рибино, Рижухіно, Рудниково, Терехіно, Устьєнська, Федюнинська, Харюково, Чешковщина, Шеломець, Ширяєво, Юшково, селище Мінин Дор), Нижньоєнтальська сільська рада (село Нижня Єнтала, присілки Алексієво, Анциферово Раменьє, Бакшеєв Дор, Брод, Велике Байкалово, Велике Раменьє, Верхнє Ісаково, Верхнє Нікітино, Весела, Гар, Забор'є, Кекур, Костилево, Мале Байкалово, Мале Раменьє, Марієвський Виселок, Матино, Мондур, М'якинна, Неповиця, Нижнє Ісаково, Нижнє Нікітино, Огризково, Палутіно, Підгор'є, Подол, Розсомахіно, Татариново, Титовщина, Четряково).
1 квітня 2013 року ліквідовано Верхноєнтальське сільське поселення (колишня Верхньоєнтальська сільська рада), його територія приєднана до складу Єнанзького сільського поселення.

## Склад
До складу сільського поселення входять:
| Населений пункт                  | Населення, осіб (2002) | Населення, осіб (2010) |
| -------------------------------- | ---------------------- | ---------------------- |
| Аксьоновщина, присілок           | 11                     | 3                      |
| Алексієво, присілок              | 10                     | 0                      |
| Анциферово Раменьє, присілок     | 7                      | 0                      |
| Бакланіха, присілок              | 2                      | 0                      |
| Бакшеєв Дор, присілок            | 32                     | 29                     |
| Берег, присілок                  | 0                      | 0                      |
| Брод, присілок                   | 9                      | 5                      |
| Васильєвська, присілок           | 0                      | 0                      |
| Васино, присілок                 | 8                      | 8                      |
| Велика Княжа, присілок           | 0                      | 0                      |
| Велике Байкалово, присілок       | 5                      | 0                      |
| Велике Лапино, присілок          | 4                      | 7                      |
| Велике Пожарово, присілок        | 9                      | 13                     |
| Велике Раменьє, присілок         | 3                      | 0                      |
| Велике Сірино, присілок          | 8                      | 6                      |
| Велике Скретнє Раменьє, присілок | 1                      | 0                      |
| Верхнє Ісаково, присілок         | 1                      | 0                      |
| Верхнє Нікітнио, присілок        | 0                      | 0                      |
| Верхній Єнангськ, село           | 15                     | 18                     |
| Верхня Єнтала, село              | 197                    | 215                    |
| Весела, присілок                 | 4                      | 3                      |
| Весела, присілок                 | 40                     | 24                     |
| Виползово, присілок              | 0                      | 0                      |
| Волосна, присілок                | 0                      | 0                      |
| Гар, присілок                    | 15                     | 14                     |
| Єфимово, присілок                | 33                     | 23                     |
| Заберезник, присілок             | 5                      | 1                      |
| Забор'є, присілок                | 0                      | 0                      |
| Забор'є, присілок                | 20                     | 7                      |
| Зарубин Починок, присілок        | 0                      | 0                      |
| Засорино, присілок               | 21                     | 7                      |
| Івакіно, присілок                | 0                      | 0                      |
| Калініно, присілок               | 26                     | 20                     |
| Карюг, селище                    | 110                    | 0                      |
| Кекур, присілок                  | 7                      | 5                      |
| Кекур, присілок                  | 8                      | 0                      |
| Климовщина, присілок             | 1                      | 0                      |
| Колотовщина, присілок            | 6                      | 1                      |
| Конець, присілок                 | 24                     | 11                     |
| Коряковщина, присілок            | 0                      | 0                      |
| Костилево, присілок              | 2                      | 2                      |
| Крадихіно, присілок              | 39                     | 28                     |
| Крадихіно, селище                | 212                    | 181                    |
| Красна Гора, присілок            | 12                     | 11                     |
| Кузьминська, присілок            | 7                      | 4                      |
| Кузюг, присілок                  | 0                      | 0                      |
| Лаврово, присілок                | 79                     | 57                     |
| Леонтьєвщина, присілок           | 31                     | 22                     |
| Лешуковщина, присілок            | 18                     | 9                      |
| Личне Раменьє, присілок          | 0                      | 0                      |
| Личний, починок                  | 0                      | 0                      |
| Лупачево, присілок               | 4                      | 1                      |
| Мала Княжа, присілок             | 0                      | 0                      |
| Мале Байкалово, присілок         | 0                      | 2                      |
| Мале Лапино, присілок            | 4                      | 0                      |
| Мале Пожарово, присілок          | 36                     | 25                     |
| Мале Раменьє, присілок           | 2                      | 1                      |
| Мале Сірино, присілок            | 5                      | 2                      |
| Мале Скретнє Раменьє, присілок   | 0                      | 0                      |
| Марієвський Виелок, присілок     | 1                      | 0                      |
| Маслово, присілок                | 19                     | 18                     |
| Матино, присілок                 | 18                     | 8                      |
| Митино, присілок                 | 48                     | 17                     |
| Мінин Дор, присілок              | 0                      | 0                      |
| Міний Дор, селище                | 0                      | 0                      |
| Мічино, присілок                 | 19                     | 7                      |
| Мокрушино, присілок              | 24                     | 19                     |
| Мондур, присілок                 | 0                      | 0                      |
| М'якинна, присілок               | 36                     | 17                     |
| Надієвщина, присілок             | 33                     | 12                     |
| Некрасовщина, присілок           | 0                      | 0                      |
| Неповиця, присілок               | 0                      | 0                      |
| Нижнє Ісаково, присілок          | 26                     | 2                      |
| Нижнє Нікітино, присілок         | 4                      | 2                      |
| Нижній Єнангськ, село            | 863                    | 660                    |
| Нижня Єнтала, село               | 85                     | 60                     |
| Нова Шиловщина, присілок         | 4                      | 0                      |
| Новий, починок                   | 0                      | 0                      |
| Новоселово, присілок             | 22                     | 19                     |
| Огризково, присілок              | 4                      | 1                      |
| Окулово, присілок                | 26                     | 14                     |
| Оленево, присілок                | 19                     | 9                      |
| Олятово, присілок                | 185                    | 184                    |
| Павликов Дор, присілок           | 0                      | 0                      |
| Палутіно, присілок               | 3                      | 0                      |
| Паново, присілок                 | 8                      | 2                      |
| Пахомово, присілок               | 38                     | 31                     |
| Підволоч'є, присілок             | 8                      | 4                      |
| Підгородьє, село                 | 1                      | 0                      |
| Підгор'є, присілок               | 3                      | 0                      |
| Підлісово, присілок              | 14                     | 9                      |
| Плесо, присілок                  | 0                      | 0                      |
| Подол, присілок                  | 7                      | 3                      |
| Порядневщина, присілок           | 48                     | 43                     |
| Прилуково, присілок              | 7                      | 5                      |
| Рибино, присілок                 | 23                     | 17                     |
| Рижухіно, присілок               | 1                      | 0                      |
| Розсомахіно, присілок            | 0                      | 0                      |
| Рудниково, присілок              | 50                     | 44                     |
| Семенцев Дор, присілок           | 16                     | 10                     |
| Серебрянка, присілок             | 0                      | 0                      |
| Сичиха, присілок                 | 17                     | 0                      |
| Скородум, присілок               | 0                      | 0                      |
| Скорюково, присілок              | 43                     | 36                     |
| Слободка, село                   | 64                     | 45                     |
| Солоніхіно, присілок             | 26                     | 25                     |
| Стара Шиловщина, присілок        | 12                     | 11                     |
| Степуріно, присілок              | 8                      | 8                      |
| Татариново, присілок             | 32                     | 21                     |
| Терехино, присілок               | 11                     | 5                      |
| Тітовщина, присілок              | 83                     | 70                     |
| Трубовщина, присілок             | 13                     | 15                     |
| Устьєнська, присілок             | 6                      | 6                      |
| Устьє Харюзово, селище           | 181                    | 17                     |
| Федюнинська, присілок            | 43                     | 34                     |
| Харюково, присілок               | 0                      | 0                      |
| Четряково, присілок              | 0                      | 0                      |
| Чешковщина, присілок             | 5                      | 3                      |
| Чуров Починок, село              | 0                      | 0                      |
| Шеломець, присілок               | 11                     | 4                      |
| Ширяєво, присілок                | 69                     | 35                     |
| Юшково, присілок                 | 28                     | 18                     |